# Frischer Wind (Fernsehfilm)
Frischer Wind ist ein deutscher Fernsehfilm aus dem Jahr 2009, der 2008 gedreht wurde.  
Das Erste erläuterte zur Erstausstrahlung des Films: „Der Titel könnte nicht besser gewählt sein: Ein ‚Frischer Wind‘ weht oft durch diese einfühlsam entwickelte Geschichte, bei der sich das Motiv der Rückkehr ins Leben nach dramatischem Beginn langsam zu einer heiter-melancholischen, hoffnungsvollen Schilderung über persönliche Neuanfänge entwickelt. In der sensiblen Inszenierung von Regisseurin Imogen Kimmel gewinnen die Figuren zunehmend an Tiefe, offenbaren ihre Stärken und Schwächen auf nachvollziehbare Weise, was nicht zuletzt dem Darstellerensemble zu verdanken ist: Günther Maria Halmer verkörpert auf seine unnachahmlich besonnene Art den trauernden Witwer, der zugleich stolzer Patriarch und romantischer Galan sein will, Teresa Weißbach weiß als lebensbejahende Muse Luzy zu überzeugen. In starken Nebenrollen glänzen auch Floriane Daniel als überforderte Tochter Karin und die unvergleichliche Ingeborg Westphal, deren vom Schicksal gegerbte Künstlerin Ruth einen ganz eigenen Zauber verströmt.“ Dirk Martens, Ole Tillmann und Farina Flebbe ergänzen das Ensemble in tragenden Rollen.

## Handlung
Der Tod seiner Frau hat den Hamburger Handschuh-Fabrikanten Kurt Tobaben völlig aus der Bahn geworfen. Zwei Jahre dauerte ihr qualvoller Kampf gegen den Krebs. Seit einem halben Jahr ist Kurt allein und kann sich einfach nicht damit abfinden, die Frau verloren zu haben, die ihm alles bedeutet hat.
Eines Abends rafft er sich auf und fährt nach Travemünde, wo er die Bar eines Hotels besucht, in der das Paar oft gemeinsam war. Dort trifft er zufällig auf Luzy Ditten, die dort als Bardame und im Hotel als Zimmermädchen arbeitet. Die junge Frau fällt ihm durch ihre ebenso erfrischende wie einfühlsame Art auf. Luzy wiederum ist tief beeindruckt von der Zärtlichkeit mit der Tobaben über seine Frau spricht.
Wieder zu Hause fasst Tobaben den Entschluss, sich in dem Hotel in Travemünde einzuquartieren und Luzys Gesellschaft zu suchen. Zusammen unternehmen sie viel und Kurt Tobaben lässt sich von Luzys Lebensfreude anstecken. Seinen Vorschlag, bei ihm als seine Gesellschafterin zu arbeiten, nimmt Luzy an.
Karin Kracht, Tobabens verheiratete Tochter begegnet der „Sirene aus Bitterfeld“, wie sie sie nennt, nicht gerade freundlich, nimmt sie doch an, sie sei die Geliebte ihres Vaters. Auch die sogenannte feine Gesellschaft lästert über das ungleiche Paar. Nachdem Karin mit ihrem Mann Viktor gesprochen hat, folgt sie jedoch dessen Rat, einen Schritt auf ihren Vater und Luzy zuzugehen und lädt beide zum Diner zu sich nach Hause ein. Während des Essens kommt es zu einem Eklat, als Tobabens Sohn Kai seinem Vater gegenüber endlich zugibt, dass er schon seit längerer Zeit nicht mehr studiere, um eines Tages die Firma zu übernehmen, sondern sich zum Koch ausbilden lasse. Sein Traum sei es, eines Tages ein eigenes Restaurant zu führen. Tobaben ist über diesen Vertrauensbruch empört und zeigt das auch deutlich, immerhin hat er Kai jahrelang finanziell unterstützt. Als er das zum Ausdruck bringt, meint Karin nur spitz, was das Cabrio gekostet habe, das er Luzy geschenkt hat. Sein Ärger treibt Kurt in den Garten, wo er sein Zigarillo über eine Hecke befördert. Es landet noch brennend im Schoß von Ruth Brede. Die Künstlerin, die mit Karin Kracht befreundet ist, lebte bis vor kurzem in Ibiza. Kurt entschuldigt sich und kommt mit der ihm sofort sympathischen Frau in ein längeres Gespräch. Sie erzählt ihm von ihrer Arbeit als bildende Künstlerin und dass sie ihre Arbeit einfach brauche. Sie löst auch bei Kurt eine Blockade, sodass er seine Firma wieder einmal aufsucht und nach dem Rechten schaut. Da dort so einiges nicht so läuft, wie es seinen Vorstellungen entspricht, entschließt er sich, die Leitung wieder selbst zu übernehmen. 
Luzy fühlt sich immer mehr überflüssig, da Kurt aufgrund seiner beruflichen Inanspruchnahme nur noch wenig Zeit mit ihr verbringt. Sie beschließt daher ihm zu sagen, dass es Zeit sei, zu gehen. Auch hat Luzy ihren Traum, einmal ein eigenes kleines Restaurant zu besitzen, nicht aufgegeben. Durch das bei einem Casinobesuch erspielte Geld hat sie das Anfangskapital auch bereits zusammen. Spontan, wie es ihre Art ist, fragt sie Kai, ob er sich nach Abschluss seiner Ausbildung vorstellen könne, ein solches Projekt mit ihr gemeinsam aufzuziehen, was er durchaus kann. Bevor Luzy aber geht, schafft sie es noch, dass Vater und Sohn wieder aufeinander zugehen und Kurt sogar die Kochkünste seines Sohnes lobt. Ebenso geht er auf seine Tochter zu und schenkt ihr die Aufmerksamkeit, die sie all die Jahre so schmerzlich vermisst hat. Und er fragt sie, ob sie sich vorstellen könne, in die Firma einzusteigen. Natürlich kann Karin, denn das war – im Gegensatz zu ihrem Bruder – immer ihr Wunsch. Nachdem Kurt auch ein Missverständnis, dem Ruth hinsichtlich seiner Beziehung zu Luzy unterlag, richtigstellen konnte, gestaltet sich auch seine Beziehung zu der Künstlerin vielversprechend. In Anbetracht dessen, dass sie nicht mehr so viel Zeit haben, wollen sie die Lebensspanne, die ihnen noch bleibt, nun gemeinsam verbringen.

## Dreharbeiten, Produktionsnotizen
Die Dreharbeiten fanden im Zeitraum 7. Oktober bis 6. November 2008 in Hamburg, Travemünde und Umgebung statt. Produziert wurde der Film von der Relevant Film Produktionsgesellschaft mbH im Auftrag der ARD Degeto für das Erste. Die Redaktion für die ARD Degeto lag bei Astrid Ruppert und für den NDR bei Daniela Mussgiller.
Erstmals gezeigt wurde der Film am 29. Oktober 2009 auf den Biberacher Filmfestspielen. Ins Fernsehen kam er allerdings erst im Februar 2011. 
Im Soundtrack ist der Song Respect von Aretha Franklin zu hören.

## Rezeption

### Veröffentlichung, Einschaltquote
Frischer Wind wurde am 4. Februar 2011 im Hauptabendprogramm der ARD erstausgestrahlt. Die Einschaltquote lag bei 4,35 Millionen Zuschauern und entsprach einem Marktanteil von 13,3 Prozent.

### Kritik
Rainer Tittelbach von tittelbach.tv gab dem Film 3½ von 6 möglichen Sternen und bezeichnete ihn als „Frischen Wind“: „… der Titel ist ein Versprechen – und der Film von Imogen Kimmel und Gabriele Kreis hält dieses Versprechen. Es ist ein Wohlfühlfilm, in dem alles besser ist als in vergleichbaren Degeto-Produktionen am Freitag. Das beginnt bei Figuren, denen ein psychologischer ‚Kern‘ innewohnt, das zeigt sich im lockeren Umgang der beiden grundverschiedenen Hauptfiguren mit gesellschaftlichen Konventionen (‚Und wenn die Leute reden, dann lassen wir sie reden‘) und setzt sich fort in der Ästhetik, beispielsweise der fein akzentuierten, sparsam eingesetzten musikalischen Untermalung. Die ARD-Programmmacher scheinen diesen frischen Wind nicht verspürt zu haben – sonst hätte die Produktion wohl nicht fast zwei Jahre warten müssen bis zur Ausstrahlung.“
Tilmann P. Gangloff nahm sich des Films auf der Seite Kino.de an und meinte, „Teresa Weißbach“ mache „diesen Film über einen Witwer, der mit Hilfe einer jungen Frau neuen Lebensmut findet, zu einem sehenswerten romantischen Drama“. Günther Maria Halmer versehe „den verwitweten Hamburger Handschuhfabrikanten mit viel Würde und noch mehr Trauer“. Halmer sei „gut wie immer“, was „zu erwarten“ gewesen sei. „Um so größer“ sei „der nachhaltige Eindruck, den Teresa Weißbach“ hinterlasse. „Die blonde Sächsin, bislang unter Wert überwiegend in Nebenrollen besetzt“ […] spiele „derart erfrischend, dass man sich gern gemeinsam mit Kurt Tobaben verzaubern“ lasse. „Klugerweise“ reduziere „Autorin Gabriele Kreis die Handlung nicht auf ein schlichtes Gut/Böse-Schema“. Halmer und Weißbach würden „derart prächtig miteinander harmonieren“, dass man „großzügig über die gelegentlichen Anleihen des Drehbuchs bei ‚Pretty Woman‘ hinwegsehen“ könne. „Gelungen“ sei „auch die Balance zwischen romantischer Nähe und einfacher Freundschaft, denn lange bleib[e] offen, ob die Anziehungskräfte zwischen dem Witwer und dem Wirbelwind nicht auch erotischer Natur“ seien.
Die TV Spielfilm-Redaktion hingegen sprach von einer „TV-Schmonzette“ in der sich ein „grauer Panther eine blonde Gazelle greift“ und führte weiter aus: „Zielgruppengerecht geht es gesittet zu, garniert mit allerlei Nebenhandlungen (Skandal: Der studierende Sohn kocht heimlich im Restaurant). Das Ergebnis ist ein fader Degeto-Tropfen, schal auf der Zunge und leicht ranzig im Abgang.“ Das Fazit lautete dann auch Daumen nach unten: „Für dieses Gepansche gibt es nur einen Punkt.“ Cinema tat den Film ähnlich ab. Dort war man der Meinung: „Taugt nicht viel.“
Jürgen Kirsch von Quotenmeter.de ging eher, wenn auch ausführlicher, mit den beiden letztgenannten Kritiken d’accorcd. Den von der „ARD-Filmfirma Degeto hergestellten Film“ habe „das Schicksal ereilt, zu sehr auf Mitgefühl“ gesetzt beziehungsweise „die Tränendrüsen gedrückt“ zu haben, wodurch der Film „schnell in den Bereich der Schmonzette“ abzugleiten drohe. Zwar könnten „die Schauspieler – allen voran Hauptdarsteller Günther Maria Halmer – etwas Mitgefühl erwecken, doch wirkten ihre Charaktere etwas zu aufgesetzt oder überzeichnet“. Teilweise kämen sie „auch sehr klischeehaft und kitschig daher“ […]. In manchen Szenen habe der Film „viel zu dick aufgetragen“. An „anderen Stellen“ wiederum wirkten „auch die Dialoge mehr als schmalzig“ und seien „teilweise von etwas Albernheit nicht gefeit“. Auch das Drehbuch könne „wenig überzeugen“. […] Eine „klare Linie“ sei „nicht zu erkennen“. Beim „Erzählen der zudem langatmigen Geschichte“ trete man „lieber auf der Stelle“. ‚Frischer Wind‘ sei also „wenn überhaupt ein laues Lüftchen, das mehr einer Entdeckung der Langsamkeit im Erzählstil gleichkomm[e]“. Wo „jede Tiefgründigkeit und Spannung“ fehle, könnten auch „die dramatischen, emotionalen Szenen nicht mehr punkten“. Der Film werde „beim Publikum auch nicht ankommen“.